# Ковнацкий, Адам
Адам Ковнацкий (пол. Adam Kownacki, род. 27 марта 1989, Ломжа, Польша) — польский боксёр-профессионал, контролер, проживающий в США, и выступающий в тяжёлой весовой категории. Среди профессионалов бывший претендент на титул чемпиона по версии WBA Gold World (2020) в тяжёлом весе.
Лучшая позиция по рейтингу BoxRec — 9-я (май 2018) и является 2-м среди польских боксёров тяжёлой весовой категории, а по рейтингам основных международных боксёрских организаций на сентябрь 2019 года занимал: 5-ю строчку рейтинга WBC, 5-ю строку рейтинга WBO и 3-ю строку рейтинга IBF, — уверенно входя в ТОП-10 лучших тяжеловесов всего мира.

## Любительская карьера
Адам родился 27 марта 1989 года в польском городе Ломжа, но в возрасте 7 лет вместе с родителями переехал в американский Бруклин, где и проживает в настоящее время. Он имеет американское гражданство и выступает под флагом США. Впервые в зал бокса Ковнацкий пришёл в 16 лет. На любительском уровне дважды завоевал титул Золотые перчатки, выступая в Нью-Йорке. Провёл 89 боев в 83 победил, около половины закончил досрочно.

## Профессиональная карьера

### 2009—2016
30 октября 2009 года дебютировал на профессиональном ринге, победив техническим нокаутом малоизвестного американца с отрицательным рекордом. В 2010 году провёл ещё три боя против слабых соперников, выиграв все нокаутом, после чего не выступал почти три года. Вернулся на ринг 20 апреля 2013 года, победив ещё три проходных соперника.
1 ноября 2014 года победил техническим нокаутом в четвёртом раунде стойкого и умелого американского джорнимена Джамала Вудса (6-14-3).
29 мая 2015 года встретился с Итало Перея (6-1-1), боксёром, который представлял Эквадор на Летних Олимпийских играх 2012 года. Ковнацкий впервые в карьере не смог нокаутировать соперника, выиграв бой единогласным решением судей.
25 июня 2016 года победил американца Джесси Барбосу (11-1-1), а затем 14 января 2017 года американца Джошуа Туфте (19-1), обоих досрочно.

### Бой с Артуром Шпилькой
15 июля 2017 года Ковнацкий провёл самый важный бой на данном этапе карьеры, встретившись с известным польским боксёром Артуром Шпилькой, который в прошлом году оспаривал у Деонтея Уайлдера титул чемпиона мира по версии WBC, проиграв нокаутом в 9 раунде в достаточно равном бою. Фаворитом до боя считался Шпилька. Ковнацкий предпочел работу «первым номером» и сразу же начал прессинговать соперника. Первые два раунда были достаточно равными, Шпилька использовал джеб, а Ковнацкий пытался запереть соперника у канатов, нанося силовые удары. Шпильке удалось сделать рассечение на левом глазу Ковнацкого. В конце третьего раунда Ковнацкий потряс соперника, но тот устоял. В начале четвёртого раунда Ковнацкий захватил полное преимущество, разбив сопернику нос, а затем отправив его в нокдаун. Шпилька поднялся, но сразу же начал пропускать новые удары. Рефери остановил бой, зафиксировав победу Ковнацкого техническим нокаутом.

### Бой с Яго Киладзе
20 января 2018 года состоялся бой Ковнацкого с опытным 31-летним боксёром грузинского происхождения Яго Киладзе, ранее выступавшим в первом тяжёлом весе. Первые два раунда ушли в актив Киладзе, который, работая вторым номером, переигрывал соперника. Но затем Киладзе начал уставать, и бой первоначально выровнялся, а затем и вовсе перешёл под контроль Ковнацкого, который прессинговал соперника и отправил его в нокдаун в четвёртом раунде. В шестом раунде Ковнацкий провёл затяжную безответную серию ударов, нокаутировав соперника.

### Бой с Чарльзом Мартином
8 сентября 2018 года состоялся бой Ковнацкого с американцем Чарльзом Мартином, бывшим чемпионом мира по версии IBF. Бой начался без разведки и боксёры сразу же принялись наносить силовые удары. В первой половине лучше выглядел Ковнацкий, однако затем бой выровнялся и Мартин увеличил число успешных атак. Несмотря на большое количество обоюдных точных попаданий, оба боксёра продемонстрировали хорошую «держалку» и поединок прошёл без нокдаунов. По его итогам судьи единогласно посчитали победителем поляка, выставив одинаковый счёт 96-94 в его пользу. Статистика показала, что Ковнацкий превзошёл своего соперника по числу точных попаданий, попав 242 удара из 729 выброшенных, тогда как Мартин нанес 203 точных удара из 621.

### Бой с Джеральдом Вашингтоном
26 января 2019 года встретился с экс-претендентом на титул чемпиона мира, американцем Джеральдом Вашингтоном. Как и прошлый соперник Ковнацкого, Вашингтон превосходил его в антропометрии, поэтому ожидалось, что он сможет, по крайней мере, создать ему определённые проблемы в ринге. Однако уже с первого раунда Ковнацкий захватил преимущество, легко входил на ближнюю дистанцию и перебивал соперника. Во втором раунде Вашингтон оказался в тяжёлом нокдауне. Рефери сомневался, но позволил ему продолжать. Но затем Ковнацкий принялся добивать соперника, и поединок был остановлен.

### Два боя с Робертом Хелениусом
7 марта 2020 года состоялся бой за статус официального претендента на титул чемпиона мира по версии WBA в тяжёлом весе с финским боксёром Робертом Хелениусом (29-3, 18 KO). В начале 2010-х годов Хелениус считался перспективным бойцом, однако затем его карьера пошла на спад: он долго простаивал, провёл серию неубедительных выступлений, а в предпоследнем бою проиграл нокаутом Джеральду Вашингтону, которого Ковнацкий ранее нокаутировал во 2-м раунде. Все эти факторы привели к тому, что поляка считали фаворитом и предсказывали ему досрочную победу.
В 1-м раунде доминировал Ковнацкий, который агрессивно шёл вперед и сближался с высоким противником, тяжело пробивая с правой руки. Хелениус старался держаться на дистанции и отвечал в основном по корпусу. В 2-м раунде Хелениус провёл ряд успешных атак в разменах ударами. В 3-м раунде Ковнацкий вновь захватил преимущество, зажав соперника у канатов с сериями ударов на ближней дистанции, но потрясти его не сумел. В начале 4-го раунда Ковнацкий агрессивно пошёл вперед и, нарвавшись на встречную двойку, упал на колено. Рефери ошибочно не открыл счёт, посчитав, что поляк поскользнулся. Но Хелениус верно оценил ситуацию и провёл атаку, отправив Ковнацкого в уже полноценный нокдаун. Ковнацкий встал, пытался отвечать, но был потрясён и продолжил пропускать удары, в результате чего рефери остановил бой, присудив Хелениусу победу техническим нокаутом в 4-м раунде.
В ноябре 2020 года стало известно, что боксёры договорились провести реванш, который должен состояться в январе 2021 года. Но затем дата реванша несколько раз переносилась.
И 9 октября 2021 года на Ти-Мобайл Арена в Лас-Вегасе (США) всё же состоялся бой-реванш с фином Робертом Хелениусом (30-3), в котором Ковнацкий вновь досрочно проиграл техническим нокаутом в 6-м раунде. В последних раундах Ковнацкий был близок к дисквалификации, — так как несколько раз в нескольких раундах бил финна ниже пояса.

### Бой с Али Эрен Демирезеном
30 июля 2022 года на арене Барклайс-центра в Нью-Йорке (США) единогласным решением судей (счёт: 94-96, 93-97 — дважды) вновь проиграл опытному турку Али Эрен Демирезену (16-1). И после третьего поражения подряд, Ковнацкий засобирался на пенсию, но не прямо сейчас.

### Бой с Джо Кусумано
24 июня 2023 года в Нью Йорке (США) на легендарной арене Медисон Сквер Гардене проиграл бой нокаутом американскому гейдкиперу Джо Кусумано (21-4). Андердог и более легкий (108 кг) Кусумано хорошо начал поединок. Потряс польского фаворита правым через руку и уронил. Не хватило нескольких секунд, чтобы победить нокаутом в стартовом раунде. Более тяжелый поляк (114 кг) продержался ещё один раунд. А затем пошли качели. Супертяжи выдали сумасшедший слагфест, традиционно позабыв о защите. Ковнацки сделал ставку на свое сумасшедшее кардио. Касумано пытался не уступать. К середине оба устали. Бой стал вязким. У Касумано появились моменты — получалось опасно пробивать при выходе из клинча. В 7-м раунде он потряс поляка и бросился добивать, но не рассчитал силы. Ковнацки с трудом сохранил вертикальное положение. В 8-м раунде польский боксер вновь потрясён, Касумано бросился добивать и рефери остановил бой. Параллельно из польского угла было выброшено полотенце. В начале сентября стало известно, что Кусумано провалил допинг тестирование и Атлетической комиссией Нью-Йорка результат боя будет изменён на NC-ND «несостоявшийся»/«без результата».

### Бой с Каспером Мейна
2 марта 2024 года в Кошалине (Польша) проиграл в первом раунде нокаутом соотечественнику Касперу Мейне (11-1, 7 КО). На ставке был пояс Чемпиона Польши в супертяжелом весе. Бой не продлился и минуты. В зрелищном размене Мейня попал двойкой и потряс Ковнацкого. После сумбурного добивания в углу рефери остановил бой. Команда Ковнацкого была очень недовольна остановкой.

## Таблица профессиональных поединков
В таблице перечислены результаты всех поединков боксёров.
В каждой строке указан результат поединка. Дополнительно номер поединка обозначен цветом, который обозначает итог поединка. Расшифровка обозначений и цветов представлена в нижеследующей таблице.
| Пример | Расшифровка                     |
| ------ | ------------------------------- |
|        | Победа                          |
|        | Ничья                           |
|        | Поражение                       |
|        | Планируемый поединок            |
|        | Поединок признан несостоявшимся |
| КО     | Нокаут                          |
| ТКО    | Технический нокаут              |
| PTS    | Решение судей (по очкам)        |
| UD     | Единогласное решение судей      |
| MD     | Решение большинства судей       |
| SD     | Раздельное решение судей        |
| RTD    | Отказ от продолжения боя        |
| DQ     | Дисквалификация                 |
| NC     | Поединок признан несостоявшимся |

| 25 поединков, 20 побед (15 нокаутом), 4 поражения, 1 несостоявшийся. | 25 поединков, 20 побед (15 нокаутом), 4 поражения, 1 несостоявшийся. | 25 поединков, 20 побед (15 нокаутом), 4 поражения, 1 несостоявшийся. | 25 поединков, 20 побед (15 нокаутом), 4 поражения, 1 несостоявшийся. | 25 поединков, 20 побед (15 нокаутом), 4 поражения, 1 несостоявшийся. | 25 поединков, 20 побед (15 нокаутом), 4 поражения, 1 несостоявшийся. | 25 поединков, 20 побед (15 нокаутом), 4 поражения, 1 несостоявшийся.                                                                                |
| Бой                                                                  | Рекорд                                                               | Дата боя                                                             | Соперник                                                             | Место проведения боя                                                 | Раундов, время                                                       | Дополнительно |
| -------------------------------------------------------------------- | -------------------------------------------------------------------- | -------------------------------------------------------------------- | -------------------------------------------------------------------- | -------------------------------------------------------------------- | -------------------------------------------------------------------- | --- |
| 25                                                                   | 20-4 (1 NC)                                                          | 2 марта 2024                                                         | Кацпер Мейна (11-1)                                                  | Hala Widowiskowo-Sportowa w Koszalinie, Кошалин, Польша              | TKO 1 (10), 0:45                                                     | Бой за титул чемпиона Польши (2-я защита Мейна) в тяжёлом весе.                                                                                     |
| 24                                                                   | 20-3 (1 NC)                                                          | 24 июня 2023                                                         | Джо Кусумано (21-4)                                                  | Мэдисон-сквер-гарден, Нью-Йорк, штат Нью-Йорк, США                   | NC-ND 8 (10), 2:00                                                   | Счёт на момент остановки: 66-66, 65-67, 64-68. Первоначальное поражение изменино нанесостоявшийся.                                                  |
| 23                                                                   | 20-3                                                                 | 30 июля 2022                                                         | Али Эрен Демирезен (16-1)                                            | Барклайс-центр, Бруклин, Нью-Йорк, США                               | UD 10 (10)                                                           | Счёт: 94-96, 93-97 (дважды). |
| 22                                                                   | 20-2                                                                 | 9 октября 2021                                                       | Роберт Хелениус (2) (30-3)                                           | Ти-Мобайл Арена, Лас-Вегас, Невада, США                              | TKO 6 (12), 2:38                                                     | |
| 21                                                                   | 20-1                                                                 | 7 марта 2020                                                         | Роберт Хелениус (29-3)                                               | Барклайс-центр, Бруклин, Нью-Йорк, США                               | TKO 4 (12), 1:08                                                     | Бой за статус официального претендента на титул чемпиона мира по версии WBA, и за вакантный титул чемпиона по версии WBA Gold World в тяжёлом весе. |
| 20                                                                   | 20-0                                                                 | 3 августа 2019                                                       | Крис Арреола (38-5-1)                                                | Барклайс-центр, Бруклин, Нью-Йорк, США                               | UD 12 (12)                                                           | Счёт: 118-110, 117-111 (дважды). |
| 19                                                                   | 19-0                                                                 | 26 января 2019                                                       | Джеральд Вашингтон (19-2-1)                                          | Барклайс-центр, Бруклин, Нью-Йорк, США                               | TKO 2 (10), 1:09                                                     | Вашингтон в нокдауне во 2-м раунде. |
| 18                                                                   | 18-0                                                                 | 8 сентября 2018                                                      | Чарльз Мартин (25-1-1)                                               | Барклайс-центр, Бруклин, Нью-Йорк, США                               | UD 10 (10)                                                           | Счёт: 96-94 (трижды). |
| 17                                                                   | 17-0                                                                 | 20 января 2018                                                       | Яго Киладзе (26-1)                                                   | Барклайс-центр, Бруклин, Нью-Йорк, США                               | KO 6 (10), 2:08                                                      | Киладзе в нокдауне в 4-м раунде. |
| 16                                                                   | 16-0                                                                 | 15 июля 2017                                                         | Артур Шпилька (20-2)                                                 | Нассау Ветеранз Мемориал Колизеум, Нью-Йорк, США                     | TKO 4 (10), 1:37                                                     | Шпилька в нокдауне в 4-м раунде. |
| 15                                                                   | 15-0                                                                 | 14 января 2017                                                       | Джошуа Туфте (19-1)                                                  | Барклайс-центр, Бруклин, Нью-Йорк, США                               | TKO 2 (8), 2:40                                                      | |
| 14                                                                   | 14-0                                                                 | 25 июня 2016                                                         | Джесси Барбоса (11-1-1)                                              | Барклайс-центр, Бруклин, Нью-Йорк, США                               | TKO 3 (6), 0:56                                                      | |
| 13                                                                   | 13-0                                                                 | 16 января 2016                                                       | Дэнни Келли (9-1-1)                                                  | Барклайс-центр, Бруклин, Нью-Йорк, США                               | UD 8 (8)                                                             | Счёт: 79-73, 80-72 (дважды). |
| 12                                                                   | 12-0                                                                 | 10 октября 2015                                                      | Родни Эрнандес (8-2-1)                                               | Lowell Memorial Auditorium, Лоуэлл, Массачусетс, США                 | UD 8 (8)                                                             | Счёт: 78-74 (трижды). |
| 11                                                                   | 11-0                                                                 | 1 августа 2015                                                       | Моренцо Смит (12-9-3)                                                | Барклайс-центр, Бруклин, Нью-Йорк, США                               | KO 2 (8), 2:26                                                       | |
| 10                                                                   | 10-0                                                                 | 29 мая 2015                                                          | Итало Переа (6-1-1)                                                  | Барклайс-центр, Бруклин, Нью-Йорк, США                               | UD 8 (8)                                                             | Счёт: 80-72, 79-73 (дважды). |
| 9                                                                    | 9-0                                                                  | 25 апреля 2015                                                       | Рэнди Истон (3-6-1)                                                  | Harrah’s Philadelphia, Честер, Пенсильвания, США                     | KO 1 (6), 0:40                                                       | |
| 8                                                                    | 8-0                                                                  | 1 ноября 2014                                                        | Джамал Вудс (6-14-3)                                                 | UIC Pavilion, Чикаго, Иллинойс, США                                  | TKO 4 (8), 1:36                                                      | |
| 7                                                                    | 7-0                                                                  | 2 августа 2014                                                       | Чарльз Эллис (9-1-1)                                                 | Revel Resort, Атлантик-Сити, Нью-Джерси, США                         | TKO 5 (6), 0:15                                                      | |
| Бой                                                                  | Рекорд                                                               | Дата боя                                                             | Соперник                                                             | Место проведения боя                                                 | Раундов, время                                                       | Дополнительно |